# Associazione Sportiva La Fratellanza 1874
L'Associazione Sportiva La Fratellanza 1874 è una società di atletica leggera italiana con sede a Modena, fondata nel 1874.
Nel 2008, ottiene il Collare d’oro al merito sportivo.
Nel 2014, si unisce con il Mollificio Modenese Citadella, società femminile (fusione il 1º gennaio 2015).
Il campo scuola di Modena, impianto comunale gestito dalla Fratellanza 1874, è dotato di una pista di 400 metri a 6 corsie (8 sul rettilineo) la cui superficie è stata rifatta nel 2017.